# Alone (高中正義のアルバム)
『alone』（アローン）は、日本のギタリストである高中正義が1981年12月10日にリリースした8枚目のオリジナルアルバムである。

## 解説
キャッチコピーは「このスピード、このキラメキ、この心地良さ、文句なしにタカナカ・ワールド!」。
前作『虹伝説 THE RAINBOW GOBLINS』から8ヵ月ぶりとなるオリジナルアルバム。
初回プレス限定で、フィルム・レコード「WHITE LAGOON」が特典として付属していた。当アルバムがCD化されて以降は「WHITE LAGOON」は収録されず、1995年に発売されたベストアルバム『BEST of ME TAKANAKA anthology 1976-1984』のボーナストラックとして初CD化された。

## 批評
『CDジャーナル』は、「スピード感あふれる『SPEED OF LOVE』で始まり、『ALONE』などのメロウな楽曲、ヴォコーダーを使用した曲やオクターバーを使ったカントリー・アレンジの曲など、ヴァラエティに富んだ内容だ。」と批評した。

## 収録曲

### A面
| 全作曲・編曲: 高中正義。 |                     |           |            |                      |      |
| #                        | タイトル            | 作詞      | 作曲・編曲 | ストリングスアレンジ | 時間 |
| 1.                       | 「SPEED OF LOVE」   |           | 高中正義   |                      | 5:17 |
| 2.                       | 「FEEDBACK'S FEEL」 |           | 高中正義   |                      | 5:51 |
| 3.                       | 「ALONE」           |           | 高中正義   |                      | 5:41 |
| 4.                       | 「THE NIGHT DELAY」 |           | 高中正義   | 星勝                 | 6:18 |
| 合計時間:                | 合計時間:           | 合計時間: | 23:07      |                      |      |

### B面
| 全作曲・編曲: 高中正義。 |                    |              |            |                      |      |
| #                        | タイトル           | 作詞         | 作曲・編曲 | ストリングスアレンジ | 時間 |
| 1.                       | 「SHE'S RAIN」     |              | 高中正義   | 星勝                 | 6:21 |
| 2.                       | 「リオの夢」       |              | 高中正義   |                      | 7:36 |
| 3.                       | 「はいやぁ〜っ!」  |              | 高中正義   |                      | 4:24 |
| 4.                       | 「PENGUIN DANCER」 | すずきしゅう | 高中正義   |                      | 5:15 |
| 合計時間:                | 合計時間:          | 合計時間:    | 合計時間:  | 23:36                |      |

### フィルム・レコード
| 全作曲・編曲: 高中正義。 |                  |      |            |      |
| #                        | タイトル         | 作詞 | 作曲・編曲 | 時間 |
| 1.                       | 「WHITE LAGOON」 |      | 高中正義   | 4:10 |
| 合計時間:                | 合計時間:        | 4:10 |            |      |

## 楽曲解説

### A面
1. SPEED OF LOVE
  - シングル「ALONE」のB面曲。
2. FEEDBACK'S FEEL
3. ALONE
  - 先行シングル。ノンクレジットだが、アルバムバージョンである。
4. THE NIGHT DELAY

### B面
1. SHE'S RAIN
2. リオの夢
3. はいやぁ〜っ!
4. PENGUIN DANCER
  - レコーディングにヴォコーダーが使用されている。

### フィルム・レコード
1. WHITE LAGOON

## 参加ミュージシャン
| SPEED OF LOVE - Drums：渡嘉敷祐一 - Bass：高橋ゲタ夫 - Keyboard：川島裕二, 乾裕樹, Yoshinobu Maruyama - Voice：上田正樹, Choux FEEDBACK'S FEEL - Drums：渡嘉敷祐一 - Bass：富倉安生 - Keyboard：石川清澄 - Percussion：菅原裕紀 ALONE - Drums：渡嘉敷祐一 - Bass：高橋ゲタ夫 - Keyboard：川島裕二, 乾裕樹 - Percussion：菅原裕紀 THE NIGHT DELAY - Drums：渡嘉敷祐一 - Bass：富倉安生 - Keyboard：川島裕二, 富樫春生 - Strings：Kato Group | SHE'S RAIN - Drums：渡嘉敷祐一 - Bass：富倉安生 - Keyboard：川島裕二, 石川清澄 - Strings：Kato Group リオの夢 - Drums：渡嘉敷祐一 - Bass：富倉安生 - Keyboard：川島裕二, 富樫春生 - Percussion：菅原裕紀 はいやぁ〜っ! - Keyboard：Yoshinobu Maruyama - Violin：武川雅寛 - Voice：Choux PENGUIN DANCER - Drums：宮崎まさひろ - Bass：後藤真和 - Keyboard：川島裕二, 石川清澄 - Percussion：菅原裕紀, 木村誠, Susumu Ohno |